# Renaud Dutreil
Renaud Dutreil (* 12. Juni 1960 in Chambéry) ist ein ehemaliger französischer Politiker (UDF, UMP). Er war Minister für den Öffentlichen Dienst (2004–05) sowie für Unternehmertum, Handel, Handwerk und freie Berufe (2005–07).

## Leben und politische Karriere
Dutreil nahm 1981 ein Studium an der École normale supérieure auf und schloss es mit einer Maîtrise in Sprach- und Literaturwissenschaften und einem DEA in Kunstsoziologie ab. Anschließend erhielt er ein Diplom am Institut d’études politiques de Paris (Sciences Po) und absolvierte danach bis 1989 die École nationale d’administration (ENA). Von 1989 bis 1993 arbeitete er beim Conseil d’État (Staatsrat).
Von 1994 bis 2002 war er Abgeordneter der bürgerlichen Union pour la démocratie française (UDF) für das Département Aisne in der Nationalversammlung; von 1994 bis 2006 zudem Mitglied des Generalrats des Départements Aisne. Nach der Niederlage der Mitte-rechts-Parteien bei der Parlamentswahl 1997 veröffentlichte Dutreil gemeinsam mit dem Bürgermeister von Valence, Patrick Labaune von der gaullistischen RPR, einen Aufruf, dass sich UDF und RPR vereinigen sollten. Dutreil gehörte der Partei Démocratie libérale an, die zunächst ein Bestandteil der UDF war, sich aber im Mai 1998 von dieser trennte. Im Dezember 1998 kehrte er jedoch zur UDF zurück. Als überzeugter Gegner zog er 1998 während der Debatte um die Verabschiedung des Gesetzes zum Zivilen Solidaritätspakt (PACS) die öffentliche Aufmerksamkeit auf sich. Die eingetragene Partnerschaft, die sowohl gleich- wie auch verschiedengeschlechtlichen Paaren offensteht, bezeichnete er als „eine Art transgener Mais auf dem Gebiet menschlicher Beziehungen“.
Anlässlich der Präsidentschaftswahl 2002 trat Dutreil von der UDF zur Union pour un mouvement populaire (UMP) über, die die Wiederwahl Jacques Chiracs unterstützte. Dutreil war der erste Vorsitzende der UMP, bis er im November 2002 von Alain Juppé abgelöst wurde. Von 2002 bis 2004 war er Staatssekretär für Unternehmertum, Handel, Handwerk, freie Berufe und Verbraucherfragen in den Kabinetten Raffarin I und II. Das Gesetz vom 6. August 2003 zur Vereinfachung von Unternehmensgründungen wurde als Loi Dutreil bekannt. Von März 2004 bis Mai 2005 bekleidete er das Amt des Ministers für den Öffentlichen Dienst und die Reform des Staates im Kabinett Raffarin III. Von Juni 2005 bis Mai 2007 war er Minister für Unternehmertum, Handel, Handwerk und freie Berufe in der Regierung de Villepin. 
Im Januar 2006 wurde Dutreil zum Generalsekretär der Parti radical valoisien gewählt, einer Kleinpartei, die mit der UMP assoziiert war. Bei der Parlamentswahl 2007 gewann er das Mandat im Wahlkreis von Reims (Département Marne). Anschließend war er stellvertretender Vorsitzender der UMP-Fraktion in der Nationalversammlung. Im März 2008 trat er als Kandidat der UMP zur Bürgermeisterwahl in Reims an. Er kam jedoch mit 23 % der Stimmen nur auf den dritten Platz, während seine parteiinterne Konkurrentin Catherine Vautrin, die nicht die Nominierung der UMP erhalten hatte und als Unabhängige angetreten war, im ersten Wahlgang 25,2 % erhielt. Letztlich führte die Spaltung des bürgerlichen Lagers dazu, dass die Sozialistin Adeline Hazan zur Bürgermeisterin gewählt wurde. 
Im August 2008 zog sich Dutreil aus der Politik zurück. Anschließend leitete er bis 2012 das nordamerikanische Tochterunternehmen des Luxusgüterkonzerns LVMH (Louis Vuitton – Moët Hennessy). Zudem gehörte er den Beiräten der The New School und Parsons School of Design in New York an. Zur Präsidentschaftswahl 2017 erklärte er – als erstes ehemaliges Mitglied der Chirac-Regierungen – seine Unterstützung für Emmanuel Macron. Seit Juli 2017 leitet Dutreil einen Private-Equity-Fonds der Schweizer Privatbank Mirabaud.